# تایلر واکر (بازیکن فوتبال)
تایلر واکر (انگلیسی: Tyler Walker؛ زادهٔ ۱۷ اکتبر ۱۹۹۶) بازیکن فوتبال اهل بریتانیا است.
از باشگاه‌هایی که در آن بازی کرده‌است می‌توان به باشگاه فوتبال برتون آلبیون و باشگاه فوتبال ناتینگهام فارست اشاره کرد.
وی همچنین در تیم ملی فوتبال زیر ۲۰ سال انگلستان بازی کرده‌است.